# Luis Chiriboga Acosta
Luis Chiriboga Acosta (Riobamba, 6 d'octubre de 1946) és un enginyer civil, empresari i dirigent esportiu equatorià. Va ser president del Deportivo Quito, president de la Federació Equatoriana de Futbol (FEF) i membre del comitè executiu de la CONMEBOL.
El 2015 es va lliurar a les autoritats de l'Equador en ser acusat de corrupció per la justícia nord-americana en el denominat Cas Fifagate. El 2016 va ser jutjat i condemnat a presó per la justícia equatoriana.
L'abril de 2020, una tercera onada d'acusacions de la fiscalia estatunidenca li va reformular els càrrecs per la seva implicació en el cas Fifagate.

## Trajectòria
Luis Chiriboga va estudiar al col·legi catòlic Cardenal de la Torre i va cursar la carrera d'enginyeria a la Universitat Central de l'Equador.
El 1976 va començar com a vocal de la directiva del Deportivo Quito, va passar per la vicepresidència els anys 1981 i 1982 i va arribar a la presidència l'any 1983, càrrec que va mantenir fins al 1993. Durant el seu mandat, el Deportivo Quito va aconseguir dos subcampionats de lliga (1985 i 1988) i va jugar per quarta vegada la Copa Libertadores i, en el pla institucional, es va construir el complejo Ing.Ney Mancheno.
El 1994, va optar a la presidència de la FEF, però va perdre les eleccions davant el candidat Galo Roggiero. El 1998, amb el suport de diversos clubs i associacions, es va tornar a presentar, va guanyar les eleccions i va assumir la presidència de la federació. Durant el seu mandat es va construir la nova seu de la FEF, la Casa de la Selección.
El gener de 2012 va ser designat per la FIFA com a membre de la comissió organitzadora de la Copa Mundial Brasil 2014.

## Fifagate
A finals de 2015 es va lliurar a les autoritats equatorianes quan va saber que la justícia nord-americana l'acusava de corrupció en el denominat Cas Fifagate. Mesos després va renunciar a la presidència de la FEF.
Segons la fiscal general dels EUA, Loretta Lynch, Chiriboga seria un dels líders del denominat grupo de los seis, del que també en formaven parts dirigents d'altres federacions sud-americanes com Rafael Esquivel, Luis Bedoya, Juan Ángel Napout, Manuel Burga i Carlos Chávez, que exigirien suborns a les empreses de Traffic Group adjudicatàries dels drets de transmissió televisiva de la Copa Libertadores.
Luis Chiriboga va ser investigat per la justícia del seu país, ja que la constitució equatoriana no preveia que pogués ser extradit als EUA. Se li van bloquejar els comptes i va quedar en arrest domiciliari a l'espera de judici.
El novembre de 2016 va ser condemnat per blanqueig de diners a deu anys de presó, a pagar cinc milions de dòlars i se li van confiscar tots els béns mobles i immobles comprats entre el 2010 i el 2015. Va recórrer la sentència i va quedar provisionalment en arrest domiciliari.
El juliol de 2018 se li va rebaixar la condemna fins a sis anys de presó.
El 28 de desembre de 2018, després d'exhaurir tots els recursos, Lusi Chiriboga va ingressar a la presó de Latacunga per a complir la pena de sis anys.
El 21 de març de 2019, Chiriboga va ser inhabilitat a perpetuïtat pel Comitè d'Ètica de la FIFA i multat amb un milió de francs suïssos en considerar-lo culpable d'haver infringit l'article 27 (suborn) del codi ètic.
El 6 d'abril de 2020, un tercer escrit de la fiscalia estatunidenca va ampliar les acusacions pel cas Fifagate a quatre implicats més. En el mateix escrit es van reformular les acusacions a tretze dels implicats en els escrits anteriors. Un d'aquests tretze era Luis Chiriboga, al que s'acusava ara de blanqueig de capitals, frau electrònic i conspiració per a delinquir.